# Heulage

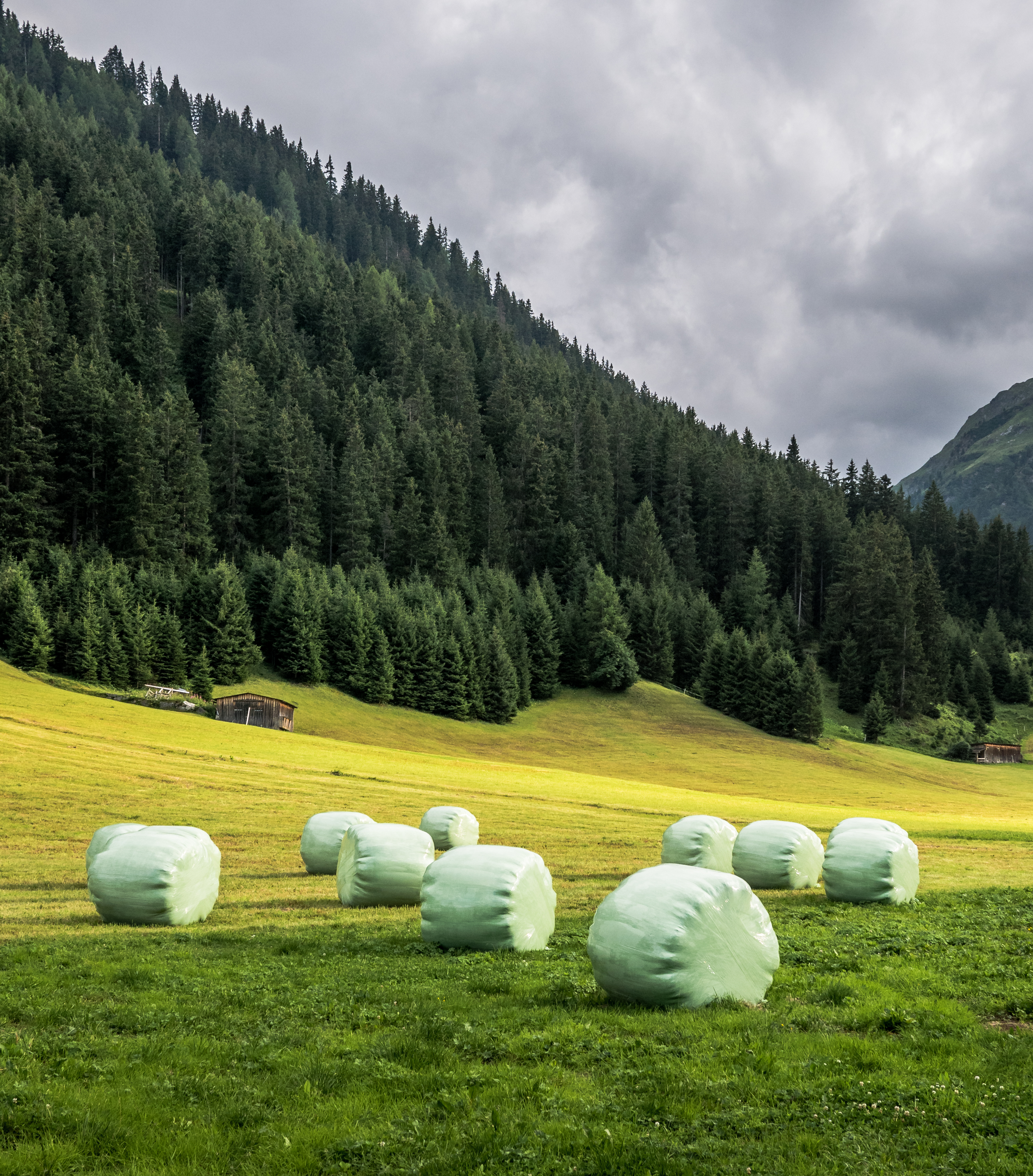
Heulageballen in Tirol

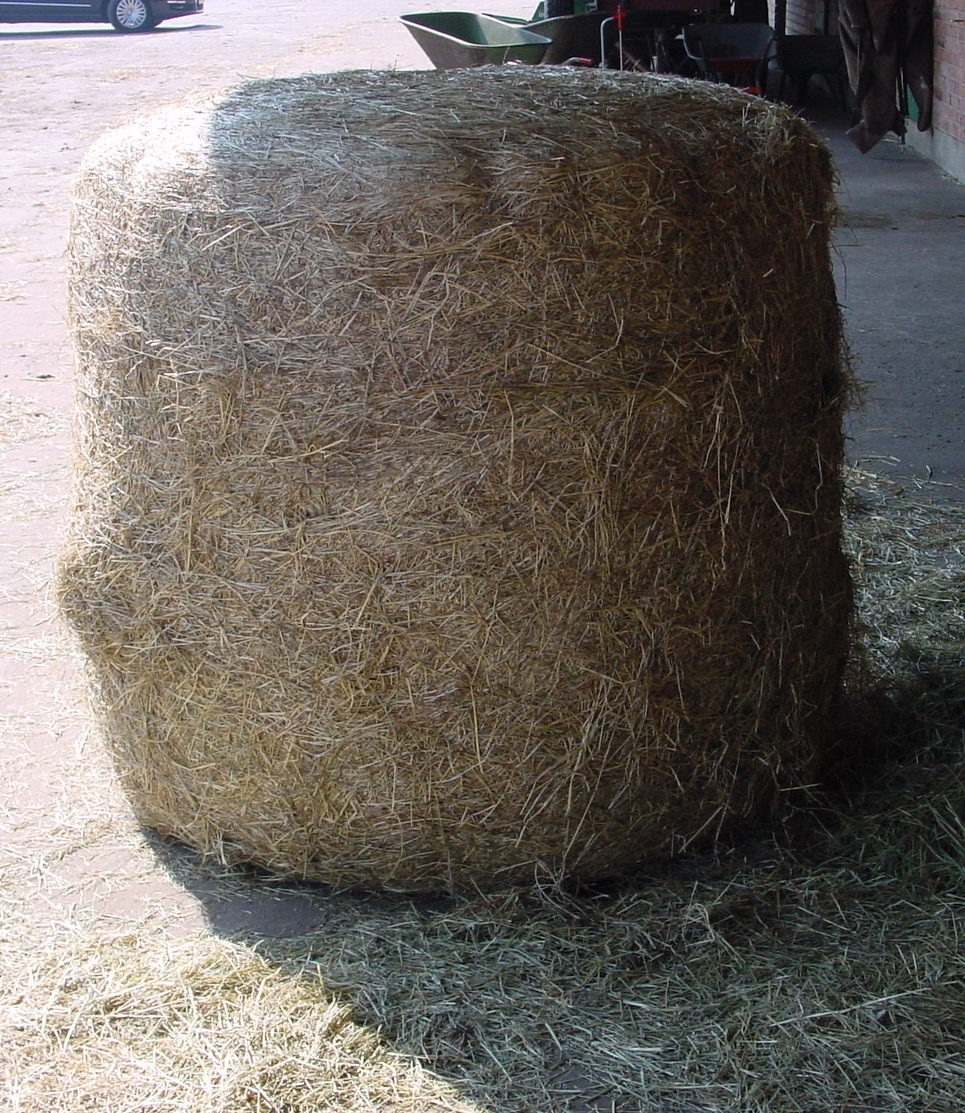
Frisch enthüllter Heulageballen

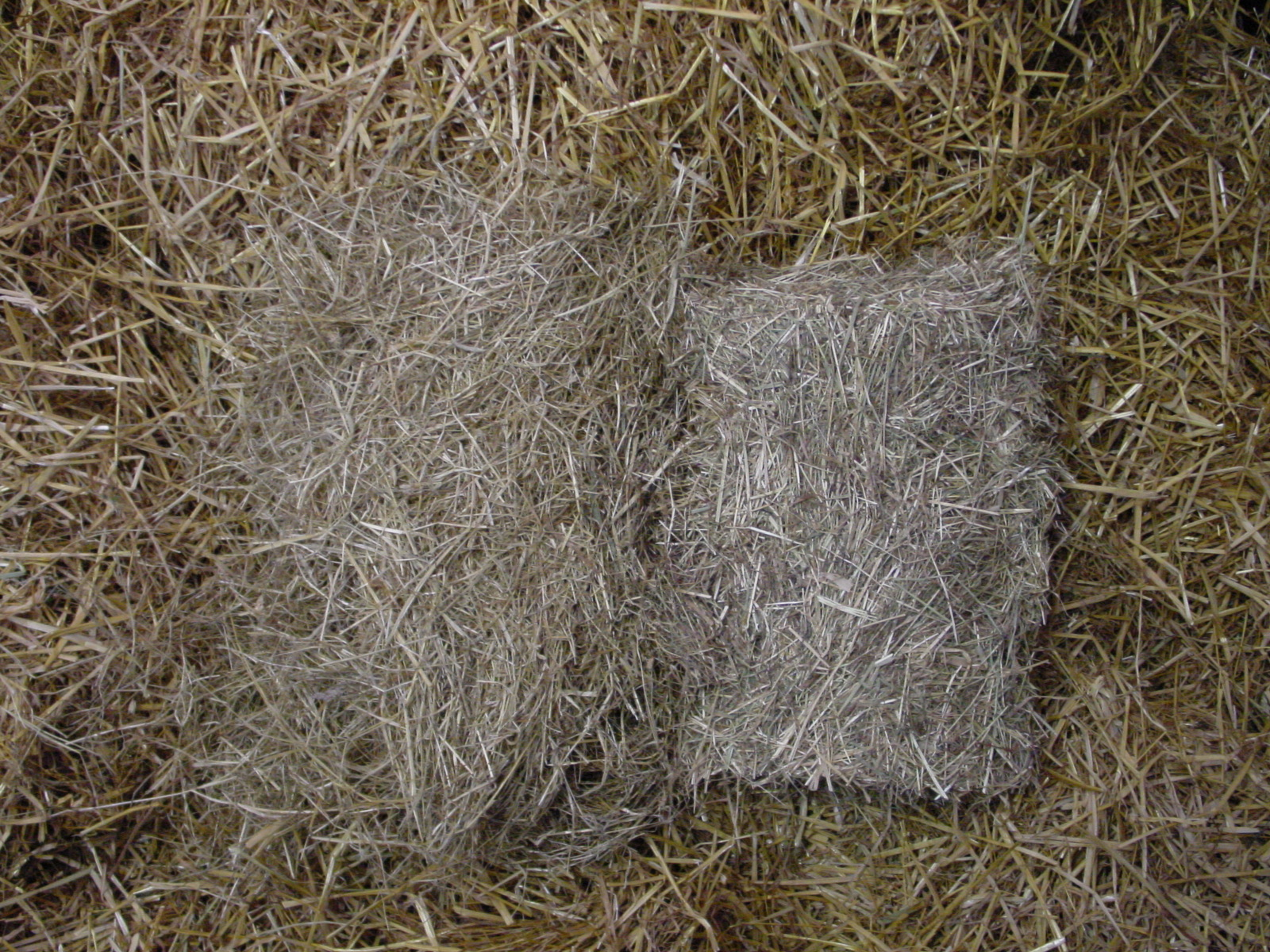
Im Vergleich: links Heulage, rechts Heu (umgeben von Stroh)

Heulage, ausgesprochen [hɔɪ̯ˈlaːʒə], wird im Gegensatz zu Silage, die aus jungem Gras erzeugt wird, ebenso spät wie Heu geschnitten. Nach dem Schnitt wird Heulage auf 45 bis 60 % Trockenmasse (Silage ca. 35 %) heruntergetrocknet und anschließend gepresst und luftdicht verpackt. Zur Verpackung dient ein Ballenwickelgerät, das um den Ballen überlappend Plastikfolie wickelt. Als Siliermittel können vorher Melasse oder Bakterien zugegeben werden.
Aufgrund der hohen Trockenmasse und des – bedingt durch die späte Mahd – relativ hohen Rohfasergehalts (siehe auch Strukturkohlenhydrate und Silage), kann der Silierprozess unvollständig sein: Einerseits ist der Trockenmassegehalt oberhalb des für Milchsäurebakterien optimalen Bereichs und andererseits ist das Material durch den hohen Stängelanteil nicht gut verdichtbar. In der Summe kann dies zu einem unvollständigen Silierprozess führen, bei dem die Gefahr der Nacherwärmung (siehe Milchsäuregärung) besteht und der pH-Wert nicht so tief wie bei Silage sinkt, wodurch sich gesundheitsschädliche Keime bilden, die in saurem Milieu nicht überlebt hätten, jedoch nicht in den Mengen, dass sie Aussehen und Geruch beeinflussen würden. Es entstehen unter anderem Clostridien – Bakterien, die Milchsäure und Eiweiß in biogene Aminosäuren und Buttersäure umwandeln. Daneben besteht die Gefahr der Bildung von Botulinumtoxin durch eingeschlossene Kadaver oder clostridienreiches Erdreich. Dem kann durch erhöhten Pressdruck (hohe Verdichtung), doppelte Wickelfolienschichten (minimiert Sauerstoffdiffusion nach dem Wickeln) und/oder Zugabe von hetero- bzw. homofermentativen Bakterien (bewirken eine rasche Milchsäure- bzw. Essigsäureproduktion und somit ausreichende Absenkung des pH-Wertes unter 4,5) entgegengewirkt werden.
Die Produktion von hochwertiger Heulage erfordert Erfahrung und entsprechende technische Ausstattung.
Heulage wird auch als Futter für Pferde eingesetzt. Durch die Staubfreiheit ist Heulage auch für Pferde  mit Heustaub-Allergie geeignet.